# 安東尼·肯尼
安东尼·约翰·帕特里克·肯尼爵士FBA （英語：Anthony Kenny，1931年3月16日—），英国哲學家，他研究心灵哲学、古典哲学、经院哲学、宗教哲学以及维特根斯坦哲學，他亦是维特根斯坦的文學遺產保管人。他經常与積奇一起研究托马斯主义，並作出了重大的贡献。他們嘗試以分析哲學的方式注釋托马斯·阿奎那的思想。他是英國國家學術院和皇家哲學院的前任主席，他亦曾擔任大英圖書館館長。

## 早期职业
肯尼就讀於Venerable English College，攻讀罗马天主教。期後獲得了神学學位(STL) 。1955年任職牧师。1961年，他於牛津大学聖貝納學堂获得哲学博士学位，並於利物浦大学任職助理讲师。然而，他一直質疑罗马天主教教义，并且自1960年起成為不可知论者。他于1963年重回世俗，但根据教规，他的神職仍然有效，他亦依據教義堅持独身。直至1965年，他与南希·盖利成婚，期後被逐出教会。 

## 哲學思想
他雖然對傳統的天主教教義深感興趣，並一直參加天主教彌撒。但肯尼明確將自己定為不可知論者，在他的《我所相信》中解釋了為什麼他不是有神論者和無神論者。他於2006年出版的《我所相信》（第 3 章）“為什麼我不是無神論者”一書開頭寫道：“‘上帝’這個詞可能有許多不同的定義。基於這一事實，無神論比有神論更有說服力。無神論者說，無論你選擇什麼定義，“上帝存在”總是錯誤的。有神論者則聲稱存在某種定義上可以使“上帝存在”為真。在我看來，無論是強者還是弱者都難以令人信服”。他繼續寫道：“真正立場既不是有神論也不是無神論，而是不可知論。這代表對知識的主張需要得到證實。”他為不可知論者對上帝的存在有了合理的解說，他補充：“這肯定不比一個人漂流在海中、被困在山洞里或被困在山腰上哭泣求救的行為更不合理，儘管他可能永遠不會被聽到或發出可能永遠不會被看到的信號。”
肯尼描述了無神論者和不可知論者都面對宇宙起源的問題，他認為：“根據大爆炸理論，宇宙全部物質都始於遙遠過去的某個特定時間。但如果他是一個無神論者，他就必須相信宇宙的物質是從無到有。”

## 著作
- 《牛津西方哲學史》

## 參看
- 哲學家
- 現代哲學
- 英國哲學